# Nagórnik
Nagórnik je polská vesnice nacházející se v gmině Marciszów v Dolnoslezském vojvodství. Nachází se v údolí pod kopci Truskolas a Mlynarka. Středem prochází silnice, potok a žlutá turistická značka.

## Galerie

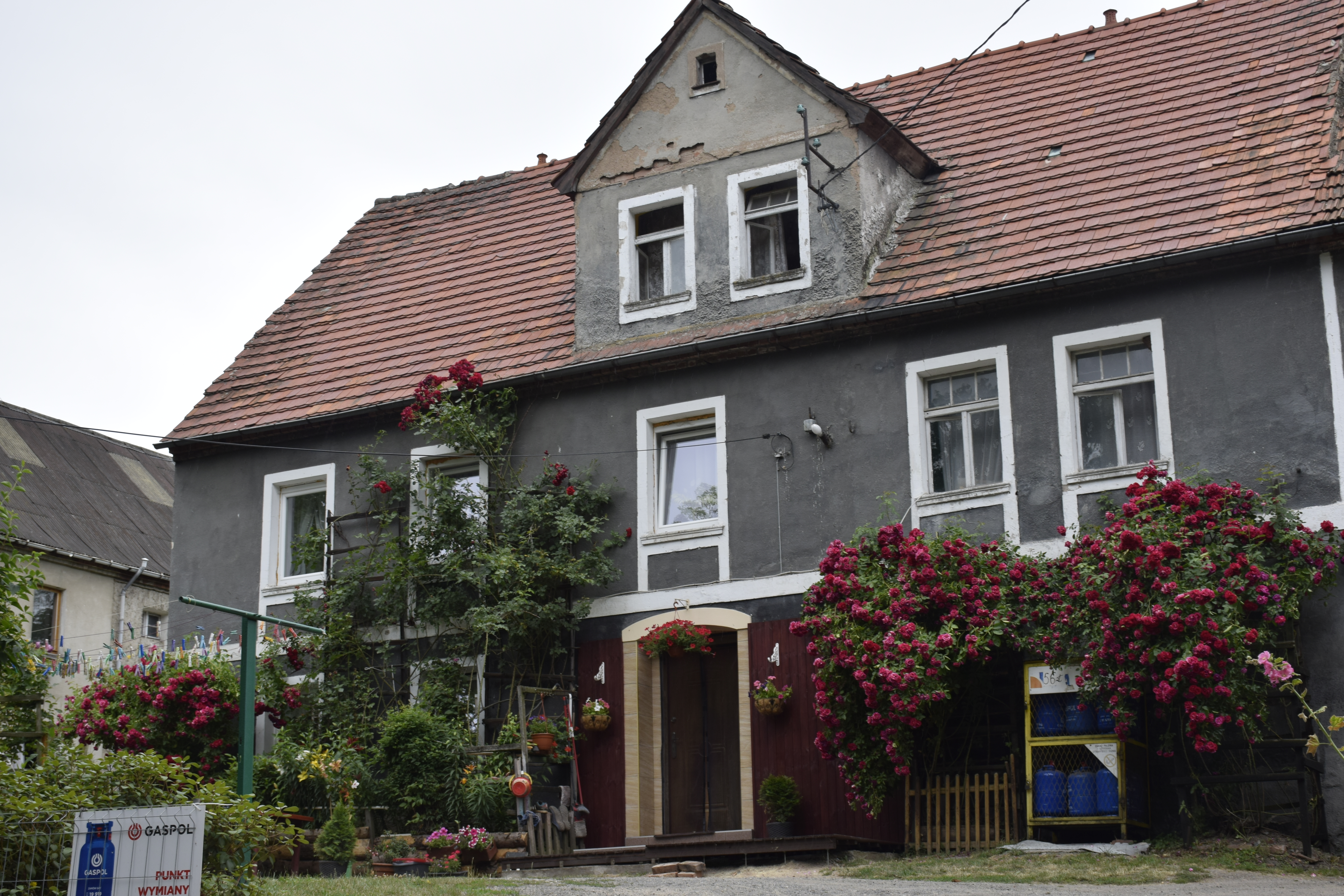
Dům
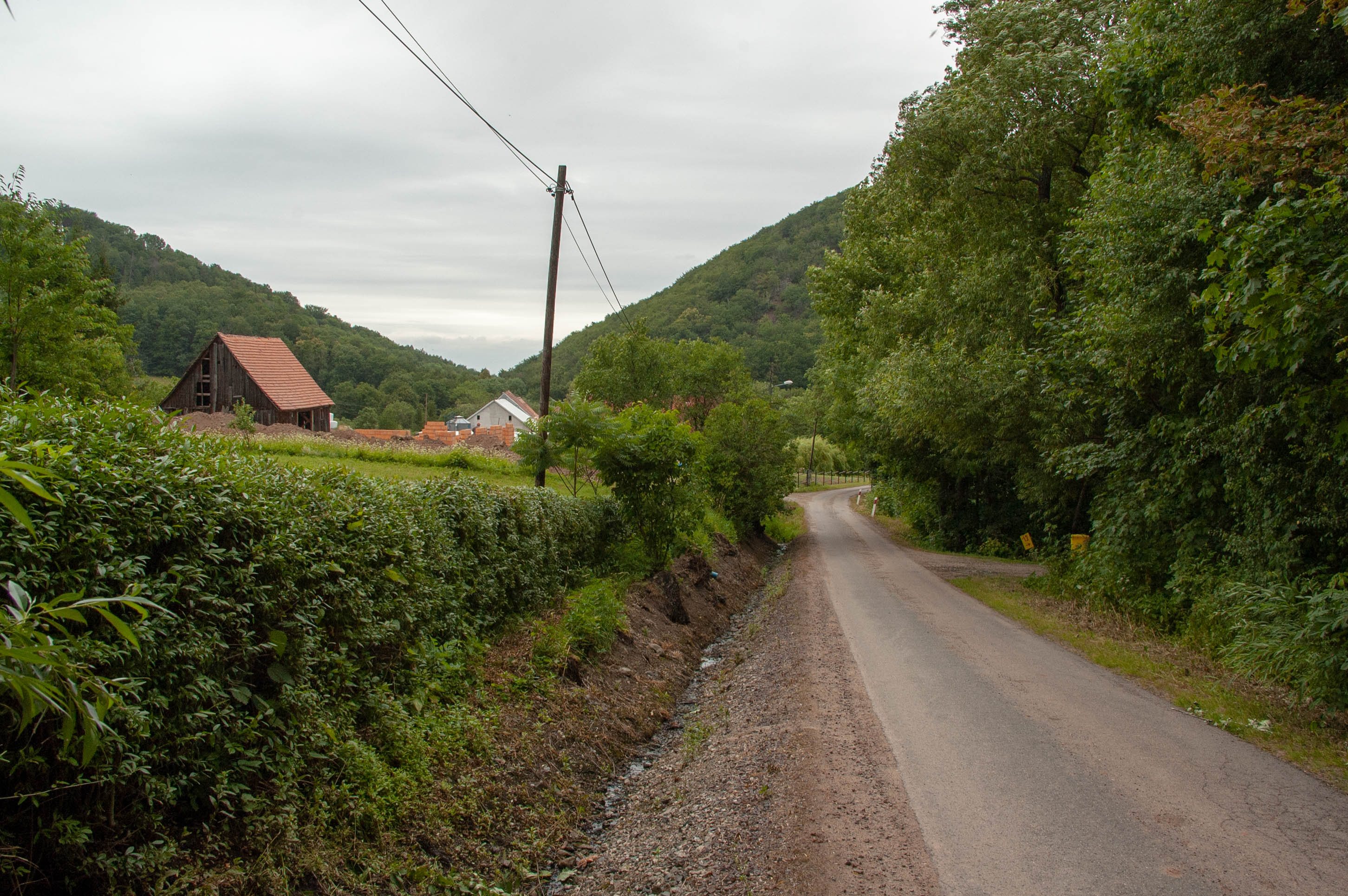
Cesta do vsi
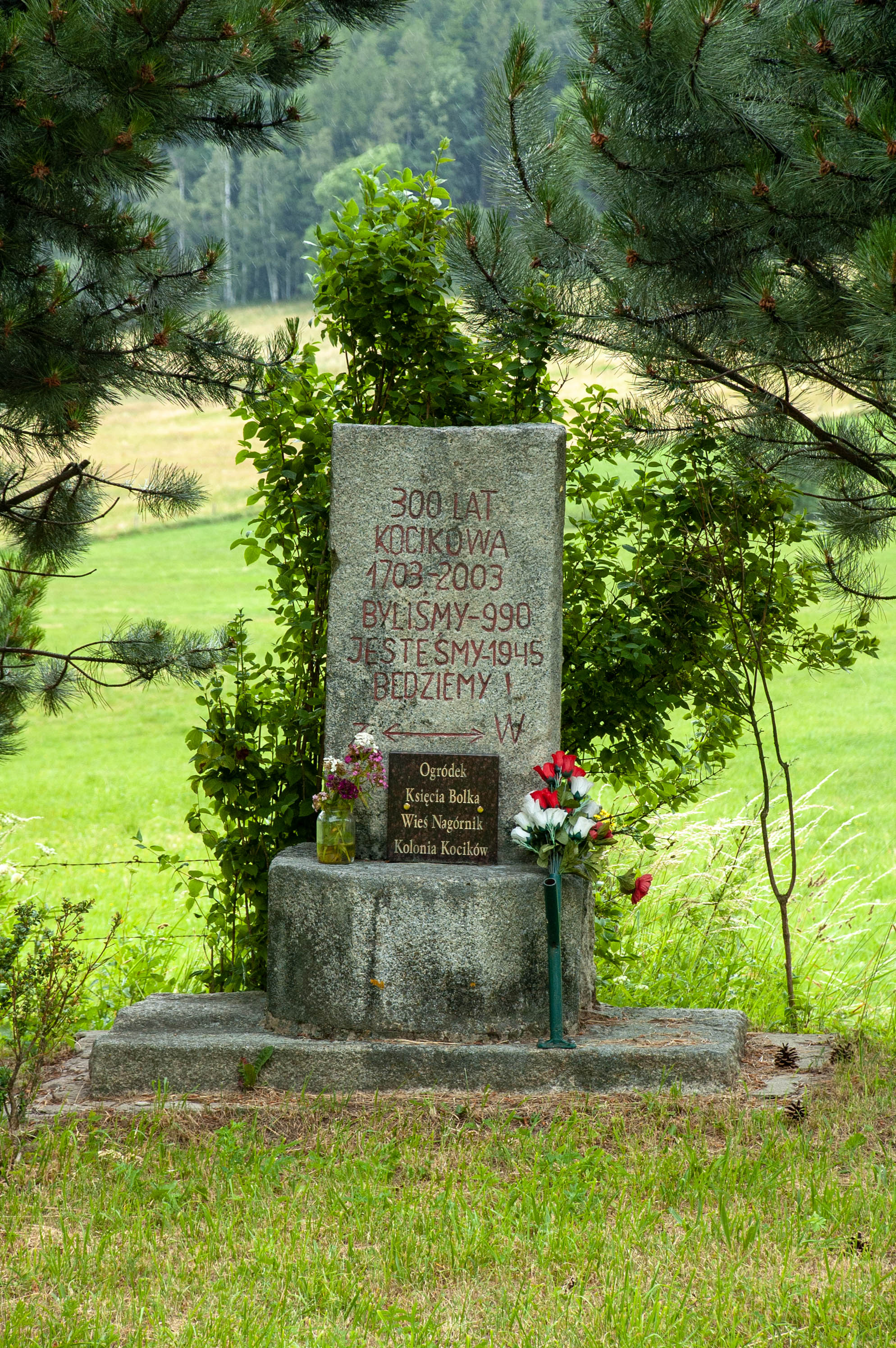
Pomník
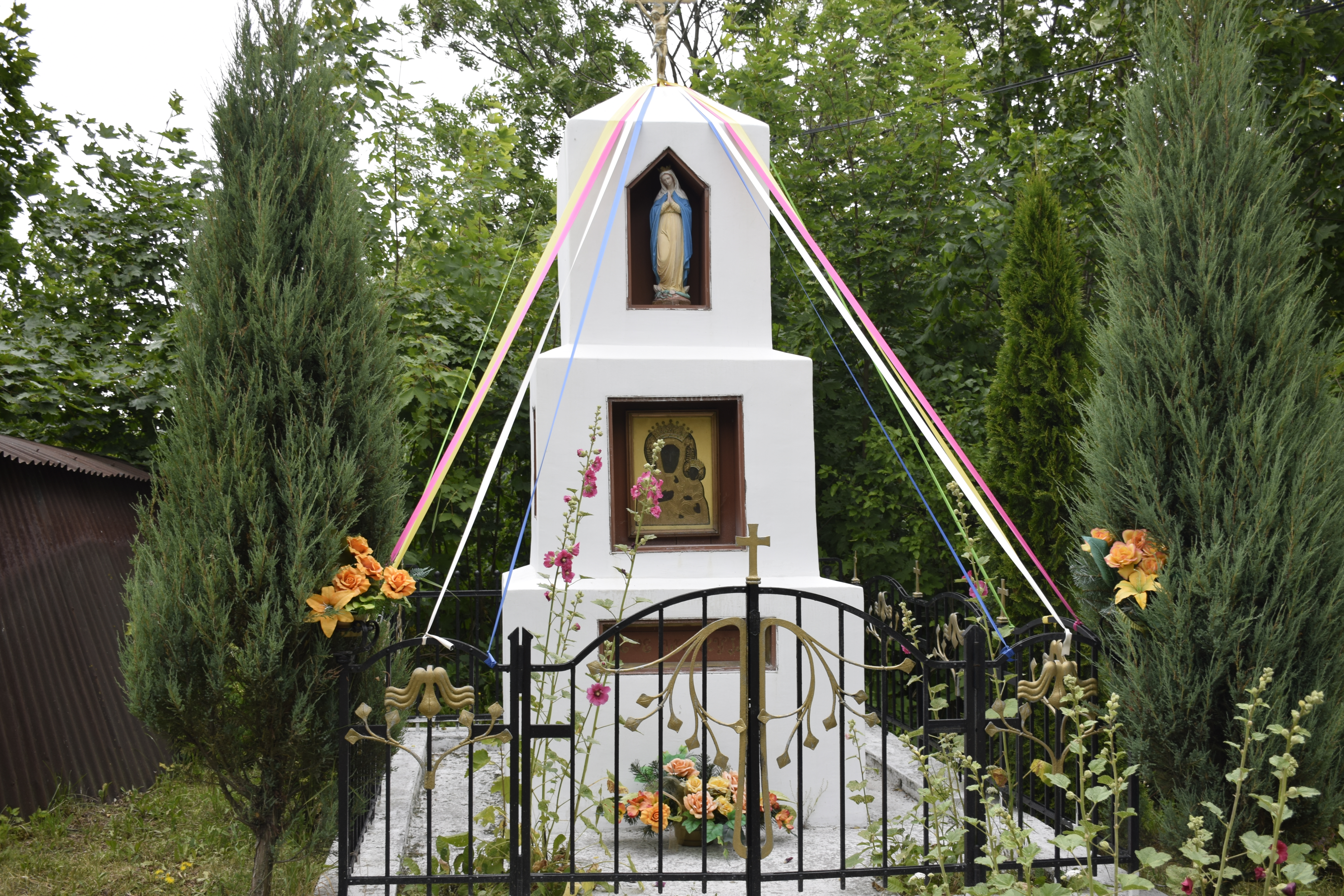
Kaplička